# 東京オートサロン
東京オートサロン（とうきょうオートサロン）は、チューニングカー・カスタムカーの祭典とも呼ばれるモーターショー。毎年1月第2週の週末（金・土・日）に開催されている。日本で開催される3大カスタムカーショーの中で最大の規模を誇り、世界3大カスタムカーショーの一つとも言われる。

## 概要
1983年、チューニングカー雑誌「Option」初代編集長の稲田大二郎が発起人となり、「東京エキサイティングカーショー」の名称で晴海・東京国際見本市会場東館（ドーム館）で初開催した。第5回（1987年）から「東京オートサロン」に改名。第10回（1992年）では晴海の全会場での開催となった。第15回（1997年）では有明・東京国際展示場（東京ビッグサイト）に移動。第17回（1999年）より幕張メッセ（千葉県日本コンベンションセンター国際展示場）での開催となる。
金曜日はプレス&ビジネスデーとなっていて、一般客は午後1時以降（土・日は午前9時から開場）の入場となり料金が高くなっている。
大会名誉会長は、政治家で元内閣総理大臣である羽田孜。
スタート当時は暴走族問題が世間を騒がせ、改造車に対するマイナスイメージが強い中で、「チューンドカーの市民権を勝ち取る」というコンセプトから始まった。その後は愛好家の増加と規制緩和などによりマーケットが拡大し、次第にイベント自体がメジャー化していった。最初は関与を避けていた自動車メーカー（日本自動車工業会）側でも、「東京モーターショー」では無く当イベントで新車発表を行う例が見られた。BCNR33型スカイラインGT-R（1995年）やBNR34型スカイラインGT-R（1999年）や、カスタムされる事も前提としていたbBや三菱・デリカD:5もこれに該当する。またBNR34スカイラインGT-Rの最終仕様、Nurもここでプロトタイプが公開されていた。
2000年代以降は自動車メーカーが大規模なブースを設営し、市場調査を兼ねてカスタマイズカーやコンセプトカーを出展している。加えて、2015年頃よりメルセデス・ベンツなど海外自動車メーカーもオートサロンに参加するようになった。また、純粋なレーシングカーの展示やデモ走行も多く行われており、新年早々という開催時期も相まって、SUPER GTやスーパー耐久などのモータースポーツ活動の体制発表を行うケースが増えている。
アジア各国における日本のカスタムカー人気もあり、近年は海外からの来場者が増えている。3日間の入場者数は第1回の10万3千人に始まり、2015年以降は6年連続で30万人を超えている。「若者の車離れ」が指摘される中で、熱心な自動車ファンが集まるイベントとして存在感が増している。

## 沿革
- 1983年：東京モーターショーも行われていた晴海の東京国際見本市会場にて「東京エキサイティングカーショー」として開催される。キャッチフレーズ「チューニングを文化に!」。
- 1987年：名称を「東京オートサロン」に変更。
- 1997年：東京ビッグサイトへと会場を変更。
- 1999年：東京ビッグサイトでは展示スペースと来場者用駐車場を確保する事が出来なくなったため、幕張メッセへと会場を変更する[8]。幕張メッセ全11ホールのうち、1 - 8ホールを全て使う（時期によってはイベントホールや駐車場も使っていた）。
- 2000年：「東京オートサロン with AUTOASIA（オートアジア）」と命名（2008年まで）。
- 2003年：イメージガールユニット「A-class」が結成される。
- 2007年：「RACE QUEEN AWARD 2007」が開催される。グランプリは、鈴木礼央奈。
- 2009年：「東京オートサロン with NAPAC（ナパック）[9]」と命名。 幕張メッセ 国際展示場ホール9 - 11を使用し、IMPORT AUTO SALON 2009（インポートオートサロン2009）が併催される。これにより会場の大きさで見た開催規模は東京モーターショーとほぼ同等となる。
- 2011年：第1回「日本レースクイーン大賞」が開催される。
- 2012年：開催30回目を迎える[10]。
- 2013年：「東京オートサロン in シンガポール」をマリーナベイ・サンズコンベンションセンターにて開催。
- 2016年：「東京モーターショー」の主催団体である、一般社団法人日本自動車工業会が後援に加わる。
- 2021年：新型コロナウイルスの感染拡大を受け、開催を中止[11]。元々同年は、リアル展示会とオンライン開催の「バーチャルオートサロン」を並行で実施する方針で、「バーチャルオートサロン」は予定通り実施していた[12]。

## イメージガール
- 幕張に移動した1999年よりイメージガールを開始。公募で選考される。
- 2000年、グランプリ（野口智子）、準グランプリ（佐々木玲奈、尾上綾）の3名で結成される。
- 2001年、spサラダが務める。2000年に野口真実、松下奈央、望月良恵、有田貴子、遠藤郁英子、坂本めぐみ、河野杏美、吉岡千恵、木村かおり、菊池忍の10名でspサラダが結成。シングル「spサラダ」でデビューした。会場では、オートサロンイメージソング「パラダイス・パラダイム」も収録されるマキシシングル「spサラダ」が先行発売がされた。
- 2002年、中野裕美、須藤寛子が務める。
- 2003年から2017年まで「A-class」が務める。通常は4人編成だが、2007年と2008年は史上最多の8人（2007年はビジュアルチームとエンタメチームの各4人）、2009年は6人編成となった。
- A-classは2017年をもっていったん中止となりイメージガールが存在しなかったが、2020年は週刊ヤングマガジン連載の漫画『MFゴースト』（作：しげの秀一）から派生したグラビアユニット「MFGエンジェルス」がイメージガールを務めた。その後2021年よりA-Classが4年ぶりに復活することが発表された。

## イベント
屋内では、特設ステージが設置され、元・現役レーシングドライバーによるトークショーが開催されたり、イベントコンパニオンによるアピールタイム。各社キャンペーンガール、イメージガールによる歌唱ステージ。レースクイーンの公開オーディション。東京国際カスタムカーコンテストの表彰式。
D1グランプリの表彰式（2002年より）。チャリティーオークションなどが行われる。ラジコンカーによる京商主催のレース大会「KYOSYOカップ 全日本R/Cツーリングカー社会人チーム選手権」の最終戦（2000年第6回大会まで）も開催された。
avexの全面バックアップにより、オリジナルCDのリリース等の他、所属アーティストによるライブ「avex POWER STAGE!!」（その後avex SPECIAL STAGEへと改称）も開催される。特にm.o.v.eは、2004年から2013年まで参加しており、頭文字Dの主題歌等を演奏していた。解散により、2014年以降は不参加。なお、avex SPECIAL STAGEは2015年を最後に終了。翌年からは、AUTO SALON SPECIAL LIVEへと発展し、avexだけでなく別レーベルのアーティスト（特にビーイング系アーティスト）も参加している。2018年は先述の「A-class」が廃止になった代替として、湘南乃風がスペシャルミュージックサポーターを担当していた。
屋外では、前夜祭と題してサーキット場にて「POWER TOUR」と題して、イベント出展車両の走行会が行われていたが、2005年に鈴鹿サーキットとの破談により、それ以来開催はされていない。2006年では、幕張メッセ敷地内の外周路を使い、マイルドセブンルノーF1（R25）のデモランが行われた。ドライバーはヘイキ・コバライネン。近年では、特設コースにて、D1選手によるドリフト走行パフォーマンス「D1 SQUARE（D1スクエア）」が開催される。

## エピソード
- 1989年の第7回は1月6日 - 8日の開催だったが、期間中の1月7日に昭和天皇が崩御。翌8日に平成へと改元されたため、厳粛ムードで行われていた（総来場者数は15万297人[13]）。天災や突発的な事件で中止になった事例は2020年までなかったが、2021年は前述の通り新型コロナウイルス感染症の流行により初の中止となった。
- 1998年は車の搬入日に大雪が降ってしまい、搬入に四苦八苦することになった。
- 2003年には韓国釜山にて開催されている。その際、ドラッグデモラン中にガレージザウルスのHNR32 スカイラインGTS-4（RB26DETT換装し800psへチューニングされた車両）が横転して廃車になっている（ビデオオプションvol.109に収録）。
- 30回目を迎えた2012年は、俳優の哀川翔がPR大使に就任。開幕セレモニーではくす玉が割られ、大量の紙吹雪（風船は入っていない）や紙テープと共に「祝 東京オートサロン開催30回記念」と書かれた垂れ幕で祝福した。なお哀川は翌年2013年にも出演している[14]。

## その他・豆知識

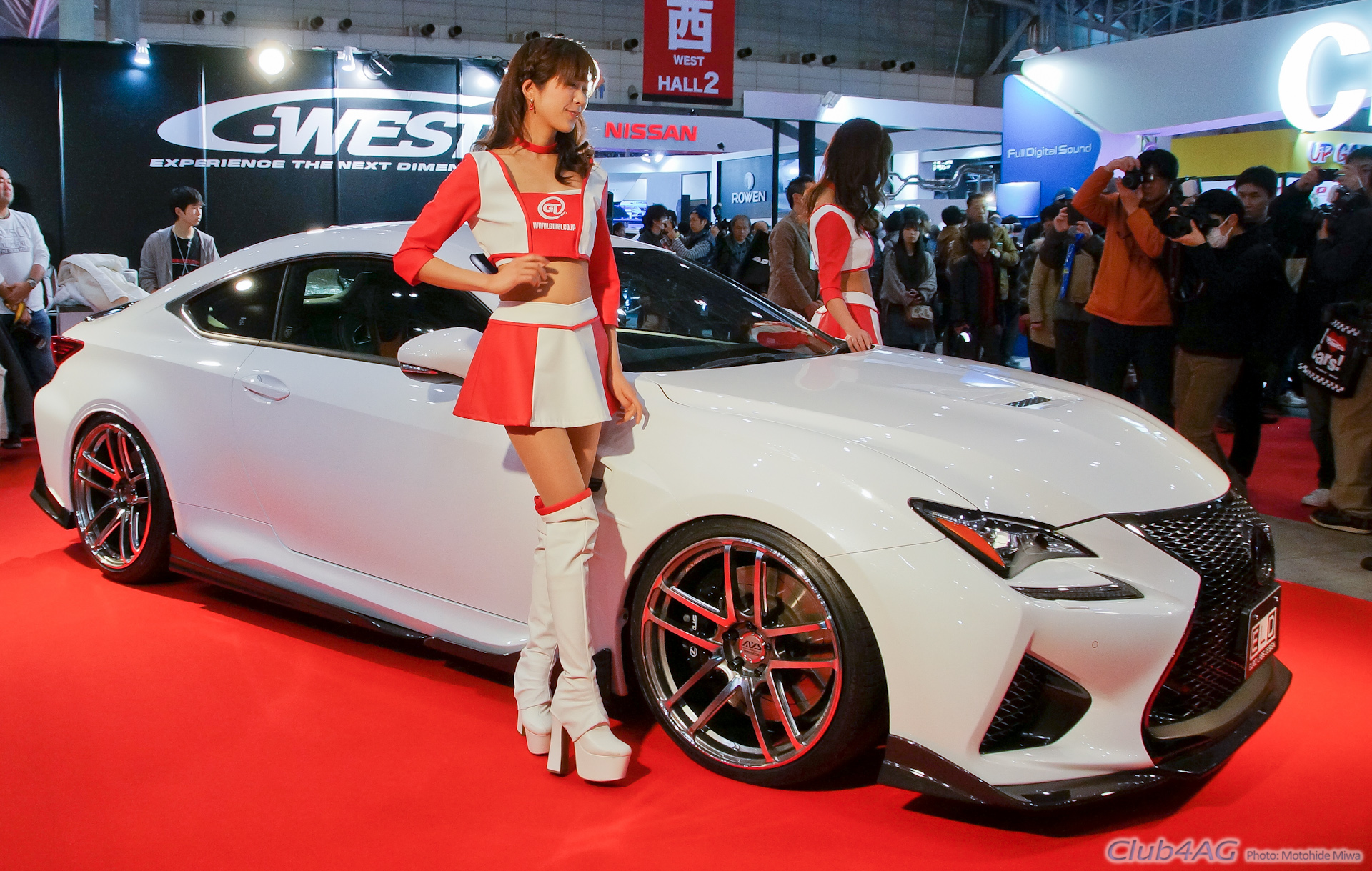
展示車とコンパニオン（2016年）

- 2001年より福岡の福岡ドームを会場とする「福岡オートサロン」、2000年より札幌つどーむにて「札幌オートサロン」、2010年より静岡市のツインメッセ静岡で「静岡オートスタイル」という同種のイベントが開催されていたが、札幌は2008年以降は開催中止となり福岡も2010年以降開催されていない[注 2]。静岡オートスタイルもわずか3回のみの開催にとどまり、最後となった2013年は規模を大幅に縮小して打ち切られている。極稀に3会場全てに出品するショップも存在する。
  - 上記開催場所とは反対に、大阪オートメッセ、名古屋オートトレンドは毎年入場者数が増え続けている。
- ホール間を繋ぐ通路は、緊急時に簡単に外せるようになっている。設置理由は寒さ避けである。
- コンパニオンの数が他の展示会に比べ群を抜いて多い。このため全国各地からコンパニオンの撮影だけを目的とした（車を撮影する事に興味の無い）カメラ小僧と呼ばれる人達が多数来場する。会場内ではプロダクションがその年のシーズンのレースクイーンへのスカウト活動も行われており、チューニングカーショーとは別の面でのおたく・マニアの祭典ともなっている。またチューニングカーとは全く関連性の無いステージイベントも会場内で行われている事から、本来のイベント主旨から外れるとして数多くの批判が集まっている。[要出典]そのためオートサロンの前身であるエキサイティングカーショーの発起人である稲田大二郎は、「熱走!! Exciting Car Showdown（エキサイティングカー・ショーダウン）」を新たに開催している（こちらにはレースクイーン、キャンギャルはいない）。ただ、オートサロンのような有料イベントの場合、有償観客として入場売り上げの増加に繋がるため、その是非が問われるものの、収益面に於いてはありがたい存在でもある。
- 海外自動車メーカーは、コンパニオンに外国人を起用することが多く、欧米人なども多く来場していることから、さながら多国籍イベントになりつつある。
- 年始という特異な時期に行う理由は「違法行為の祭りとされていたため、会場が完全に空いている時期しか使わせてくれなかった」ためである。チューニングカーの規制緩和が図られた現在は合法行為であるものの、伝統的にこの時期に行われている。
- 開催時の幕張メッセ駐車場には、観覧客のドレスアップカー・チューニングカーなどが集まり、街道レーサーや旧車會などが多数集結（2011年には約700台[15]）するため、俗称として『東京オート裏サロン』として位置づけられている。このため、千葉県警察はオートサロン開催時、幕張周辺で違法改造車両（いわゆる裏サロンにエントリーした自動車）の取り締まりを行なうのが通例となっており、毎年出入口で検問が行われている。そうした事により開催中の金、土曜日は21時から翌朝6時まで幕張メッセ駐車場を閉鎖するが、湾岸習志野インターチェンジから駐車場入り口まで渋滞が発生する。
- 主催は東京オートサロン事務局（TASA）であるが、事務局は後援の株式会社三栄[注 3]内にある。

## 書誌
公式本
- 東京オートサロン（ - '99）オフィシャルガイドブック（東京オートサロン公式ガイドブック）
  - 発行元：オートサロン事務局。定価：1000円。印刷・製本：共同印刷。
- 東京オートサロンwithオートアジア（2000 - 2007） オフィシャルガイドブック（東京オートサロンwithオートアジア公式ガイドブック）
  - 発行元：オートサロン事務局。定価：1000円。印刷・製本：共同印刷（2000年）。凸版印刷（2001年より）。
- 東京オートサロンwithNAPAC（2008 - ） オフィシャルガイドブック（東京オートサロンwithNAPAC公式ガイドブック）
  - 発行元：オートサロン事務局。定価：1000円[注 4]。印刷・製本：凸版印刷（2008年）。
- オフィシャルブック（2008 - ）東京オートサロン
  - 発行元：株式会社三栄[注 3]。定価：780円（2008年）、880円（2009年）。印刷・製本：大日本印刷

特集本・特集記事
- OPTION責任編集OPT POWER BOOKS 東京オートサロン with オートアジア2000
  - 2000年1月20日発売。発行元：三栄書房。定価450。
- Option・Option2 - チューニングカー雑誌。開催に合わせた事前特集（1、2月号）、イベント特集（3月号）の記事が組まれる。